# Culicoides molotovae
Culicoides molotovae är en tvåvingeart som beskrevs av Glukhova och Braverman 1999. Culicoides molotovae ingår i släktet Culicoides och familjen svidknott. Inga underarter finns listade i Catalogue of Life.